# Zofia Żukowska

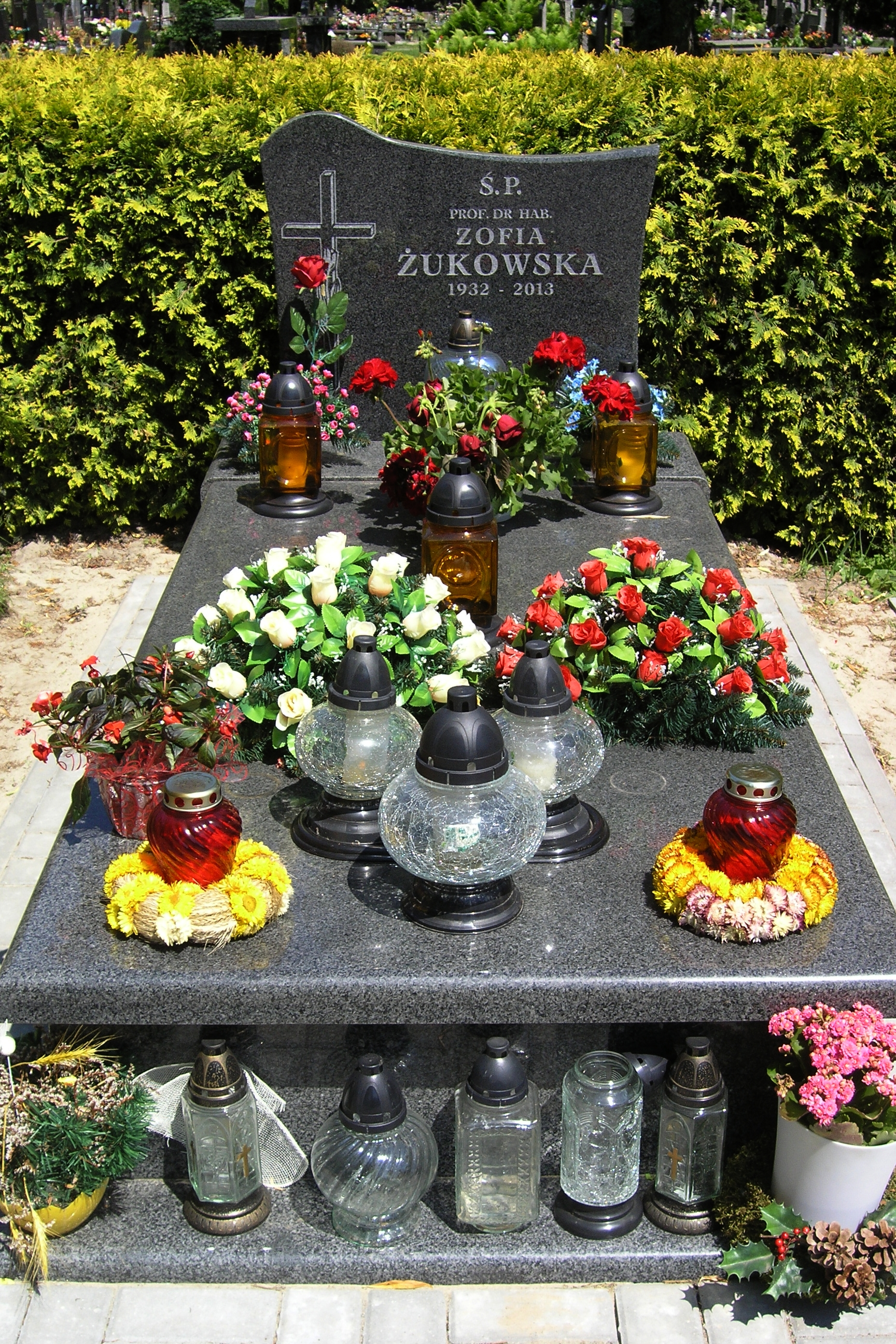
Grób Zofii Żukowskiej na Cmentarzu Wojskowym na Powązkach

Zofia Żukowska (ur. 29 maja 1932 we Włocławku, zm. 21 listopada 2013 w Warszawie) – polska pedagog, działaczka sportowa, profesor warszawskiej AWF.

## Życiorys
Absolwentka I Liceum Ogólnokształcące im. Ziemi Kujawskiej we Włocławku. Od 1953 pracowała  w Katedrze Pedagogiki AWF Warszawa. W 1971 została kierownikiem Zakładu Pedagogiki tejże uczelni. W latach 1981–1984 dziekan. Autorka licznych prac poświęconych tematyce pedagogiki i kultury fizycznej. Członkini PKOl-u. Pochowana w Alei Zasłużonych na cmentarzu Powązki Wojskowe w Warszawie (kwatera F-IV-tuje-7).

## Odznaczenia
- Międzynarodowe trofeum Fair Play im. Pierre de Coubertina (1994);
- Krzyż Komandorski Orderu Odrodzenia Polski (2005);
- Trofeum Międzynarodowego Komitetu Warszawa - "Sport i promocja olimpizmu" (2009);
- Order Ecce Homo (2009).